# Njegoš Sikiraš
Njegos Sikiras (Pale, Bosnia Herzegovina, 11 de abril de 1999) es un jugador de baloncesto bosnio que juega en el Buducnost Bijeljina de la Liga de baloncesto de Bosnia y Herzegovina. Con 2.05 de estatura, su puesto natural en la cancha es el de ala-pívot.

## Trayectoria deportiva
Comenzó jugando al baloncesto en las categorías inferiores del Stella Azzurra Roma. Sikiras fue miembro destacado de la selección bosnia que sorprendió al baloncesto europeo de formación al proclamarse campeona de Europa en el campeonato de Europa cadete de 2015.
Además, fue elegido dentro del quinteto ideal tras promediar 14,2 puntos, 6,9 rebotes, 1 robo y 2 tapones por partido. En ese mismo año había sido elegido el MVP del Jordan Brand Classic’s International Contest celebrado en la cancha de los Brooklyn Nets.
Más tarde, debutaría como profesional con apenas 16 años con el Stella Azzurra Roma de la Serie B italiana.
En marzo de 2017 firma con el Baloncesto Fuenlabrada firmando un contrato hasta junio de 2022, con el que llega a debutar en Liga ACB. Acabaría la temporada formando parte del Viten Getafe de la LEB Plata (equipo vinculada del Baloncesto Fuenlabrada), compatibilizando entrenamientos y partidos con el equipo júnior del Fuenlabrada y con filial, ambos bajo las directrices técnicas de Armando Gómez.
En septiembre de 2017 es cedido al Ávila Auténtica Carrefour El Bulevar de la LEB Plata por una temporada. Tras finalizar dicha cesión, recala en las filas del equipo vinculado, de La Antigua CB Tormes que milita en la LEB Plata, también en calidad de cedido.
Tras las dos cesiones mencionadas, en julio de 2019 se incorpora a la primera plantilla del Montakit Fuenlabrada.
En febrero de 2020, llega cedido al Marín Ence Peixegalego de LEB Oro hasta final de temporada por Montakit Fuenlabrada. Debido a la pandemia del COVID-19, el bosnio solo jugó dos partidos en los que promedió seis puntos.
En enero de 2021, llega cedido al Club Melilla Baloncesto de LEB Oro hasta final de temporada por Montakit Fuenlabrada.
El 18 de agosto de 2021, firma por el OKK Borac de la Liga de baloncesto de Bosnia y Herzegovina, en el que jugaría hasta el mes de noviembre de 2021, cuando rescinde su contrato con el conjunto bosnio.
El 6 de noviembre de 2021, firma por el TAU Castelló de la LEB Oro. El 9 de febrero de 2022, acuerda su desvinculación con el conjunto castellonense.
El 26 de febrero de 2022, firma por el Levitec Huesca de la LEB Oro.
El 24 de agosto de 2022, regresa a su país y firma por el recién ascendido Buducnost Bijeljina de la Liga de baloncesto de Bosnia y Herzegovina.

## Internacionalidades
- 2014. Bosnia Herzegovina. Europeo Sub-16, en Riga (Letonia).
- 2015. Bosnia Herzegovina. Europeo Sub-16, en Kaunas (Lituania). Oro

## Palmarés
- 2014-15. Stella Azzurra Roma (Italia). Adidas Next Generation Tournament - Roma. Campeón.
- 2015. Bosnia Herzegovina. Europeo Sub-16, en Kaunas (Lituania). Oro.
- 2015. Disputa el partido internacional del Jordan Brand Classic.